# Sudski proces Griswold protiv Connecticuta
Sudski proces Griswold protiv Connecticuta je sudski proces iz 1965. godine, kojim je američki Vrhovni sud donio odluku, da američki Ustav brani pravo na privatnost. To je bila prijelomna sudska odluka, koja je dovela do dozvole prodaje kontracepcijskih pilula u SAD-u, što je do tada bilo zabranjeno.
Estelle Griswold bila je izvršna predsjednica udruge za kontrolu rađanja "Planned Parenthood League of Connecticut". Zajedno s dr. C. Lee Buxton otvorila je kliniku za kontrolu rađanja u američkoj saveznoj državi Connecticut. Uhićene su i kažnjene zbog prodavanja kontracepcijskih pilula, što je tada bilo zabranjeno u Connecticutu. Pokrenule su sudski proces za ukidanje postojećeg zakona. Sudski proces je s nižih sudova došao sve do američkog Vrhovnog suda, koji je 7. lipnja 1965. godine poništio dotadašnji zakon, što je dovelo do dopuštanja prodaje i korištenja kontracepcijskih pilula.
U SAD-u se 7. lipnja obilježava kao Dan pilule (eng. Pill Day). Tada udruge, koje se protive kontracepciji i pobačaju održavaju demonstracije.